# Manduca stuarti
Manduca stuarti är en fjärilsart som beskrevs av Rothschild 1896. Manduca stuarti ingår i släktet Manduca och familjen svärmare. Inga underarter finns listade i Catalogue of Life.

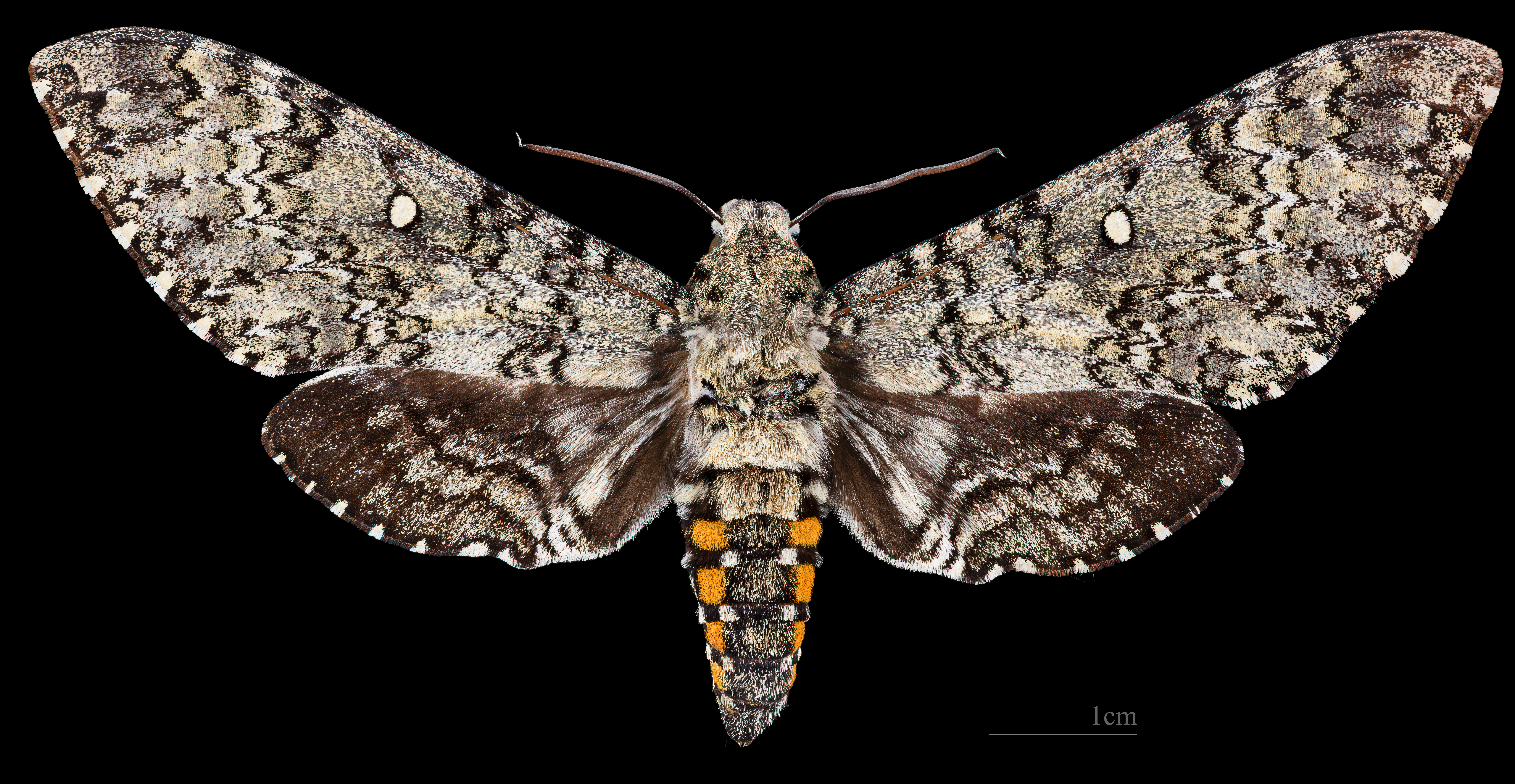
Manduca stuarti  ♀
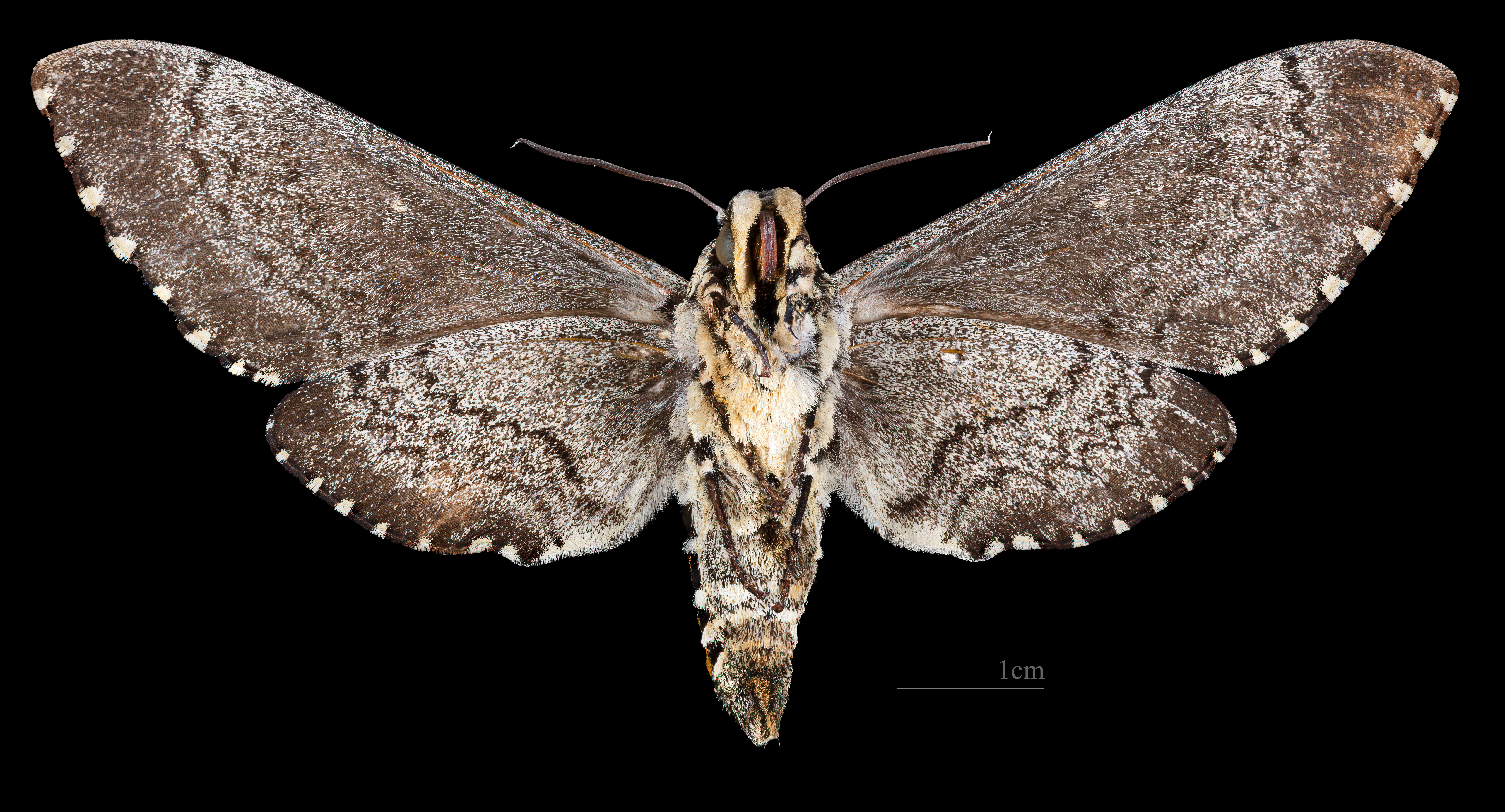
Manduca stuarti  ♀ △